# 大蒜冰淇淋

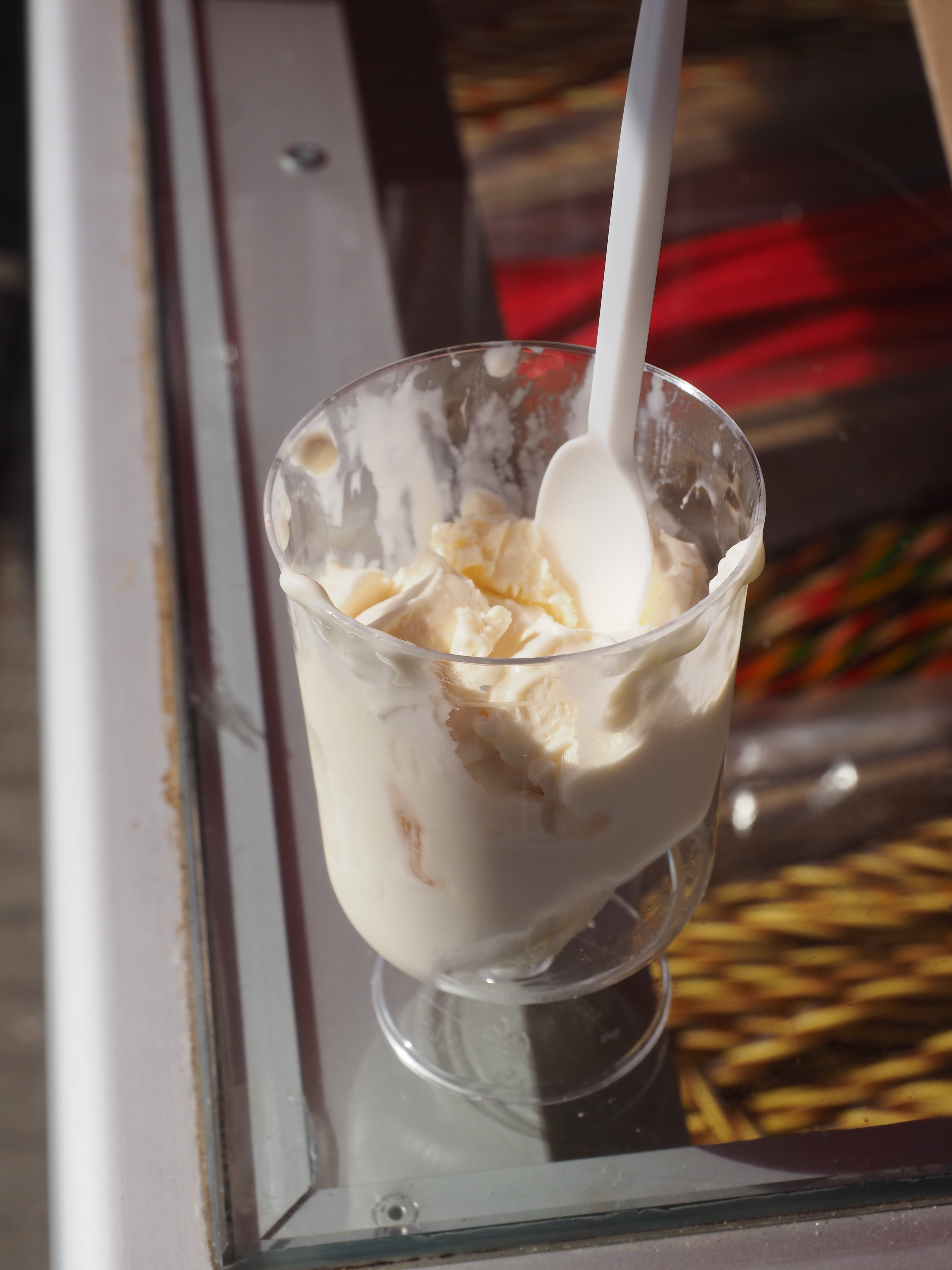
大蒜冰淇淋

大蒜冰淇淋 是一种冰淇淋口味，主要由香草、或蜂蜜，和奶油味的冰淇淋作为基础，其中再加上大蒜。 它曾在許多大蒜节，包括在美國加州吉尔罗伊舉行的吉爾羅伊大蒜節中出現。

## 准备和说明
根据一所源於旧金山，以把大蒜加入他們所有菜色聞名的的餐厅，發臭的玫瑰提供的食譜，香蒜冰淇淋基本上是香草冰淇淋加上一些 大蒜。 斯堪的纳维亚大蒜和烈酒，起源自瑞典斯德哥爾摩南島的餐廳，提供的大蒜冰淇淋基本上則是蜂蜜口味的冰淇淋和大蒜的組合。 大蒜冰淇淋是鹹鮮口味的。

## 大眾反應
在2012年北魁賓的大蒜與艺术节中，大蒜冰淇淋的試吃者為這種口味的冰淇淋留下正面的評價，其中一个评论指出，「它真的富有奶油一樣細膩，微妙的味道，但是你仍然可以尝到大蒜味」。

## 在流行文化
根据一种刻板印象，犹太人往往会加大蒜到他们的大部分食物，就如一本由朱利安·魯瑟內· 尼耶梅采維茨茲寫的小說就描绘了波兰犹太人在吃蒜味的冰淇淋。